# Koykamou Catena
La Koykamou Catena è una struttura geologica della superficie di Rea.